# Kornet
kornet je trobilo, podobno trobenti, le da ima bolj mehek zvok in da je bolj kompakten. Je idealna alternativa za začetnike igranja na trobento, saj zahteva podobno ustno pozicijo, hkrati pa je bolj enostaven tudi njegov transport, saj je inštrument lahek in manjši. 
Vrste:  
- Pikolo kornet: Zasnovan za višje tone, pogosto uporablja pri hitrih in zahtevnih melodijah.
- Sopranski kornet: Ima nekoliko višji ton in je primeren za igranje sopranskih melodij v orkestrih.
- Altovski kornet: Ima nekoliko globlji ton in se uporablja za igranje v srednjem registru.